# Groupe Breville
Cet article possède un paronyme, voir Bréville.
 (juillet 2024).
Si vous disposez d'ouvrages ou d'articles de référence ou si vous connaissez des sites web de qualité traitant du thème abordé ici, merci de compléter l'article en donnant les références utiles à sa vérifiabilité et en les liant à la section « Notes et références ».
Breville Group Limited, ou simplement Breville, est une multinationale australienne fabricant et distributeur d'appareils électroménagers, dont le siège se situe à Alexandria, dans la banlieue de Sydney (Australie).

## Domaine d'activités et marques liées
L'entreprise détient les marques Breville, Kambrook et Ronson (en dehors de l'Amérique du Nord). En Europe, la société, sous le nom de Sage Appliances, est commercialisée sous la marque Sage (car le nom Breville appartient à la société indépendante Jarden au Royaume-Uni) et sous la marque Breville dans le reste du monde.
La marque Breville est surtout connue pour ses appareils électroménagers, notamment ses mixeurs, machines à café, grille-pain, bouilloires et fours micro-ondes. En 2016, la marque a également fabriqué des machines à café « Creatista » pour Nespresso et distribué d'autres produits Nespresso en Australie, en Nouvelle-Zélande, aux États-Unis et au Canada, notamment les séries de machines « Inissia », « Vertuo » et « Citiz ».